# Lista conților și ducilor de Geldern

Blazonul original al conților și ducilor de Geldern

Blazonul ulterior anului 1379

## Listaconților de Geldern

### Casa deWassenberg
Primul conte de Geldern a fost seniorul Gerard al IV-lea de Wassenberg, devenit Gerard I.
În timpul domniei lui Reginald al II-lea, comitatul a fost promovat la rangul de ducat.
- înainte de 1096–cca. 1129 : Gerard I
- cca. 1129–cca. 1131 : Gerard al II-lea cel Înalt, fiul precedentului
- cca. 1131–1182 : Henric I, fiul precedentului
  - cca. 1160–cca. 1181 : Gerard, fiul precedentului, ca regent
- 1182–1207 : Otto I, fiul precedentului
- 1207–1229 : Gerard al III-lea, fiul precedentului
- 1229–1271 : Otto al II-lea cel Șchiop, fiul precedentului
- 1271–1318 : Reginald I, fiul precedentului
- 1318–1343 : Reginald al II-lea cel Negru, fiul precedentului

## Listaducilor de Geldern

### Casa de Wassenberg
În timpul domniei lui Reginald al II-lea, comitatul de Geldern a fost promovat la rangul de ducat.
- 1318–1343 : Reginald al II-lea cel Negru
- 1343–1361 : Reginald al III-lea cel Gras, fiul precedentului
  - 1343–1344 : Eleonora, fiica regelui Eduard al II-lea al Angliei, soția lui Reginald Maccan De Geldern al II-lea, ca regentă
- 1361–1371 : Eduard, fratele lui Reginald Maccan De Geldern al III-lea
- 1371 : Reginald al III-lea cel Gras, restaurat

După moartea lui Reginald al III-lea fără a avea urmași, două dintre surorile sale și-au disputat succesiunea în Războiul de succesiune pentru Geldern:
- 1371–1379 Matilda (d. 1384) și cel de al treilea soț al ei, contele Ioan al II-lea de Blois (d. 1381)
- 1371–1379 Maria (d. 1397) și soțul ei, ducele Wilhelm al II-lea de Jülich (d. 1393)

### Casa de Jülich-Hengebach
- 1379–1402 : Willem I, fiul Mariei cu Wilhelm al II-lea de Jülich
  - 1371–1377 : Wilhelm, tatăl precedentului, ca regent
- 1402–1423 : Reginald al IV-lea, fratele precedentului

### Casa de Egmond
- 1423–1465 : Arnold, descendent din sora lui Reginald al IV-lea
  - 1423–1436 : Ioan, tatăl precedentului, ca regent
- 1465–1471 : Adolf, fiul precedentului
- 1471–1473 : Arnold, restaurat

Arnold a vândut Ducatul de Geldern lui Carol Temerarul, ducele de Burgundia, care a fost recunoscut de către împăratul romano-german și ca duce de Geldern.

### Casa de Burgundia
- 1473–1477 : Carol I Temerarul
- 1478–1482 : Maria cea Bogată, soție a împăratului Maximilian I de Habsburg

### Casa de Habsburg
- 1477–1482 : Maximilian, conducător jure uxoris
- 1482–1492 : Filip I cel Frumos, fiul precedentului

### Casa de Egmond
Familia de Egmond nu a renunțat la pretențiile sale asupra Geldern, drept pentru care Carol de Egmond a cucerit ducatul în 1492. El s-a menținut la putere cu sprijinul regelui Franței.
- 1492–1538 : Carol al II-lea, fiul lui Adolf

### Casa de Cleves
- 1538–1543 : Willem al II-lea cel Bogat

### Casa de Habsburg
- 1543–1555 : Carol al III-lea
- 1555–1598 : Filip al II-lea, fiul precedentului